# Hill (Mondkrater)

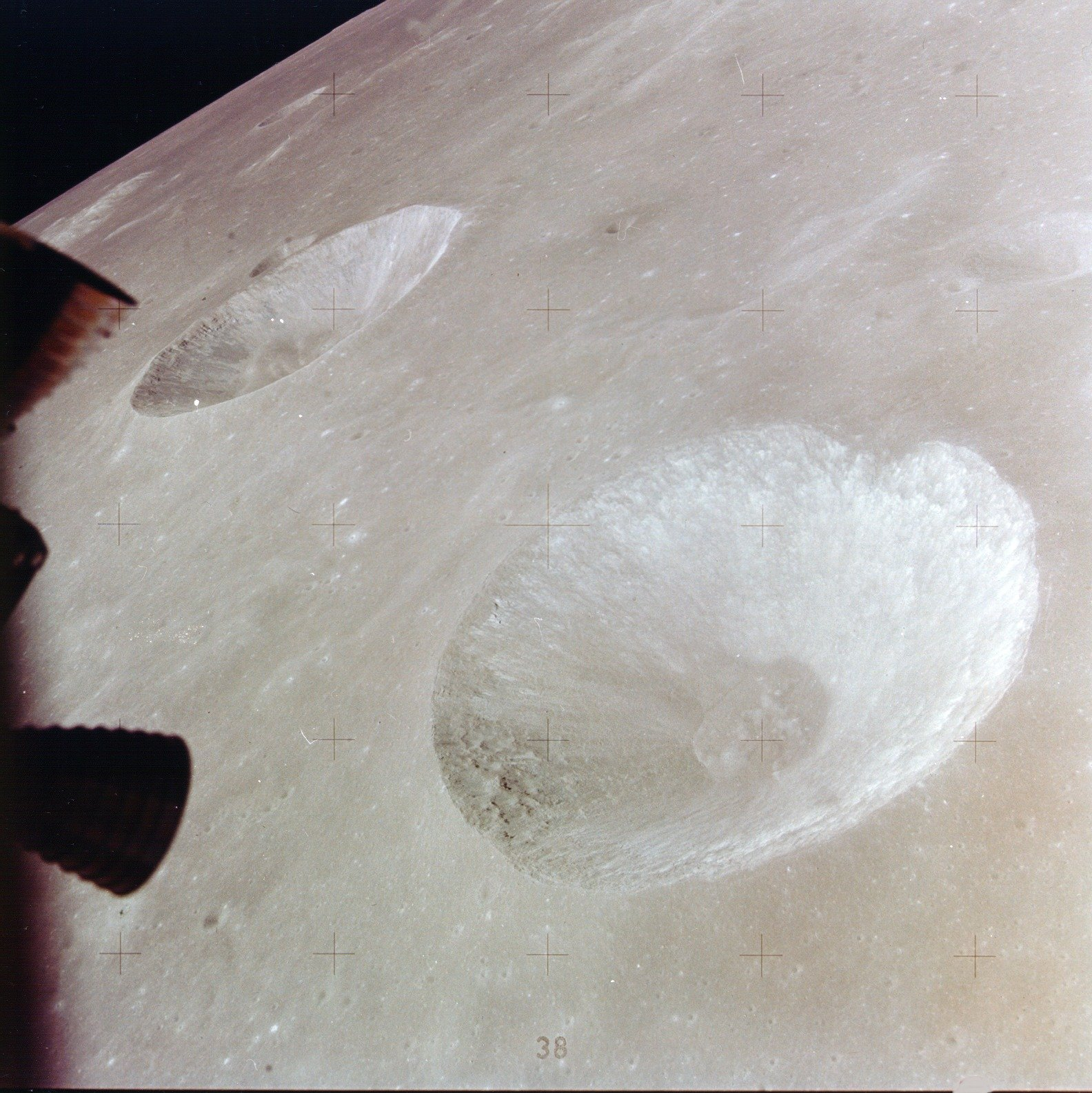
Der Krater Hill (rechts), aufgenommen durch Apollo 15 (NASA photo)

Hill ist ein Einschlagkrater nahe dem östlichen Rand des Sinus Amoris und liegt im nordöstlichen Quadranten auf der Vorderseite des Mondes. Innerhalb weniger Kraterdurchmesser südsüdwestlich liegt der Krater Carmichael. Im Osten befindet sich der auffällige Macrobius. Hill ist im Wesentlichen von kreisförmiger Gestalt, mit einer kleinen Ebene in der Mitte der abfallenden inneren Wände. Verglichen mit der Umgebung haben die inneren Abhänge eine relativ hohe Albedo. Der Krater selbst ist frei von auffälligen Einschlagspuren am Rand oder im Inneren und unterscheidet sich nicht von vielen ähnlichen Mondkratern.
Vor seiner Umbenennung durch die Internationale Astronomische Union (IAU) im Jahre 1973 trug Hill die Bezeichnung Macrobius B.